# Crannóg von Newtownlow
Der Crannóg von Newtownlow liegt in Newtownlow (irisch An Baile Nua) nordöstlich von Kilbeggan im Süden des County Westmeath in Irland. Der teilweise zerstörte Crannóg wurde bei der Landgewinnung in einem verlandeten See entdeckt. Die Ausgrabungen erfolgten zwischen 1982 und 1989.
Der Crannóg bestand aus einem Hügel aus Steinen mit Durchmessern von 30 bis 35 cm, die teilweise von einer Palisade gehalten wurden. Eine mögliche Hausstruktur zeigte sich nahe der Mitte. Zu den Funden gehörten bronzene Nadeln, Kammfragmente, Spinnwirtel aus Knochen, ein Mahlstein und ein Teil einer angelsächsischen Münze des 10. Jahrhunderts, die den Crannóg auf 900–1100 n. Chr. datieren.
Zwei miteinander verbundene offene Feuerstellen wurden unter einer gestörten Ebene freigelegt. Eine schwarze organische Abfallschicht überlagerte eine Schicht aus roter Asche. Sie bestand aus einer komplexen Schicht aus Holz und Buschwerk, die einige bearbeitete Teile enthielt, die als Überreste einer durch Feuer zerstörten Struktur interpretiert wurden. Die Funde aus diesem Bereich enthielten einen Eisenpickel, einen Knebel und einen Spinnwirtel aus Knochen sowie eine segmentierte rote Glasperle. Eine etwa 14,0 × 5,0 m messende D-förmige Struktur, abgebildet durch Eichenpfähle, könnte der Abfallschicht zuzuordnen sein. Diese ist zeitgleich mit einer umlaufenden Palisade aus Eichenbrettern, die eine Fläche von etwa 20,0 m Durchmesser aus Holz und Buschwerk begrenzen, die auf etwa 1000 n. Chr. datiert. Funde von außerhalb der Palisade enthielten Teile von Holzgefäßen, Knochenkämme und einen Knochenknebel, eine Eisenpfanne und eine Axt mit Schaftloch.
Später wurde die Palisade mit einer Steinschicht ummantelt und die Mitte der Insel wurde mit sterilem Lehm bedeckt. Eine Scherbe grün glasierter Töpferware aus der Steinschicht deutet auf ein Datum im 12. oder 13. Jahrhundert für den Umbau hin.
Eine Untersuchung der großen Anzahl an Tierknochen zeigte die Anwesenheit von Pferden, Rindern, Schweinen, Schafen, Ziegen, Füchsen, Hasen und Rothirschen.
Das umgebende Gelände wurde untersucht, um eine Verbindung zwischen den Funden und den strukturellen Belegen herzustellen.
Bei Mulligar liegt der Crannóg von Cro Inis.